# ماتيو أندريه
ماتيو أندريه (بالفرنسية: Mathieu André)‏ (8 أبريل 1909 فيينا النمسا - 28 أغسطس 1979 إفرو فرنسا) هو لاعب كرة قدم فرنسي سابق كان يلعب كلاعب وسط.

## وصلات خارجية
- ماتيو أندريه على موقع قاعدة بيانات كرة القدم.إي يو (الإنجليزية)
- ماتيو أندريه على موقع ناشيونال فوتبول تيمز (الإنجليزية)
- ماتيو أندريه على موقع عالم كرة القدم.نت (الإنجليزية)